# Minions (phim)
Minions là một bộ phim hoạt hình mang tính hài của Mỹ năm 2015 do Illumination Entertainment sản xuất và được phân phối bởi Universal Pictures. Đây là phần trước đó và là phần thứ ba trong loạt phim Kẻ trộm mặt trăng. Tác giả là Brian Lynch, Phim do Pierre Coffin và Kyle Balda làm đạo diễn. Sandra Bullock lồng tiếng cho Scarlet Overkill và Jon Hamm sẽ lồng tiếng cho chồng của cô, nhà phát minh Herb Overkill. Lịch chiếu phim dự kiến khởi chiếu vào ngày 10 tháng 7 năm 2015.
Tại Việt Nam, phim được Công ty Trách Nhiệm Hữu Hạn Truyền thông Purpose mua bản quyền, lồng tiếng và phát sóng trên kênh HTV3 - DreamsTV vào ngày 20/10/2018.
Phần tiếp theo là Minions: Sự trỗi dậy của Gru, đã được công chiếu vào ngày 1 tháng 7 năm 2022.

## Nội dung
Minion là những sinh vật nhỏ, màu vàng đã tồn tại từ thuở sơ khai, tiến hóa từ những sinh vật đơn bào màu vàng thành những sinh vật chỉ tồn tại để phục vụ những chủ nhân xấu xa nhất trong lịch sử, nhưng cuối cùng chúng lại vô tình giết chết tất cả chủ nhân của mình — bao gồm cả khủng long bạo chúa, một người thượng cổ, một Pharaoh, và Bá tước Dracula. Chúng bị đẩy vào thế cô lập sau khi nã đại bác vào Napoléon khi ở Nga và bắt đầu cuộc sống mới bên trong một hang động, nhưng sau nhiều năm, các Minion trở nên buồn bã và mất động lực khi không có chủ phục vụ. Để lấy lại phẩm giá và ý thức về mục đích của họ, một minion thủ lĩnh là Kevin tuyển dụng hai Minion tên là Stuart và Bob, lên đường tìm kiếm một chủ nhân mới.
Năm 1968, cả ba hành trình đến thành phố New York, nơi họ kết thúc trong một cửa hàng bách hóa vào ban đêm, và vô tình phát hiện ra một chương trình quảng cáo ẩn dành cho các nhân vật phản diện quảng cáo Villain-Con, một hội nghị dành cho tất cả những kẻ phản diện và siêu tội phạm ở Orlando, Florida. Ngày hôm sau, chúng cố gắng đi nhờ xe với gia đình Nelsons, một gia đình trộm cắp. Tại hội nghị, chúng nhìn thấy Scarlet Overkill, một siêu nữ ác nhân cực kỳ nổi tiếng và được yêu thích, người đã bất ngờ thuê chúng và đưa chúng về nhà của cô ấy ở London. Chúng gọi điện thoại cho những minion còn lại để kêu gọi chúng tham gia. Scarlet lên kế hoạch đánh cắp Vương miện của Hoàng gia từ Nữ hoàng Elizabeth II và hứa sẽ thưởng cho các minion nếu chúng ăn cắp nó, và giết chúng nếu chúng không làm vậy.
Chồng cô, Herb, cung cấp cho họ những phát minh để hỗ trợ cho vụ trộm, nhưng họ suýt bị bắt khi đột nhập vào Tháp London. Cuộc rượt đuổi dẫn đến việc Bob vô tình đâm vào Thanh kiếm trong Đá và kéo nó ra để tự vệ cho mình và bạn bè, khiến Bob phải loại bỏ Nữ hoàng khỏi ngai vàng và trở thành Vua. Tức giận vì người khác đã hoàn thành giấc mơ đánh cắp ngai vàng của cô, Scarlet đối đầu với lũ Minion, vì vậy Bob đã từ bỏ ngai vàng để có lợi cho cô. Không nản lòng, Scarlet giam giữ cả ba trong một ngục tối trước khi cô đăng quang và Herb định tra tấn cả ba, nhưng họ trốn thoát với ý định xin lỗi Scarlet tại lễ đăng quang của cô.
Sau khi đi đến Tu viện Westminster, Stuart và Bob làm gián đoạn lễ đăng quang bằng cách vô tình làm rơi một chiếc đèn chùm vào Scarlet, người sống sót sau vụ rơi và ra lệnh cho hành quyết của họ. Stuart và Bob bị bắt bởi những ác nhân khác, trong khi Kevin trốn trong một quán rượu. Cậu ta nhìn thấy Scarlet trên truyền hình, hứa rằng cô ấy sẽ giết Stuart và Bob nếu Kevin không xuất hiện trước bình minh. Với những kẻ xấu vẫn đang truy lùng cậu, Kevin lẻn vào lâu đài của Scarlet để ăn cắp vũ khí, và vô tình kích hoạt một cỗ máy mà Herb đang chế tạo và phát triển thành một Minion khổng lồ. Kevin băng qua London, giải cứu bạn bè của mình và chiến đấu với Scarlet ngay khi các Minion khác xuất hiện ở London. Scarlet cố gắng tiêu diệt chúng bằng cách bắn một quả tên lửa cực lớn, nhưng Kevin đã nuốt chửng nó. Scarlet và Herb cố gắng trốn thoát với chiếc váy tên lửa của cô ấy chỉ để Kevin giữ chặt nó và bị kéo lên trời. Tên lửa cuối cùng cũng phát nổ, dường như giết chết Kevin, Scarlet và Herb. Khi các Minion thương tiếc về việc mất đi thủ lĩnh của họ, Kevin vẫn sống sót và trở lại kích thước bình thường của mình.
Nữ hoàng nhận lại ngai vàng và vương miện của mình. Cô thưởng cho Bob một chiếc vương miện nhỏ cho chú gấu bông Tim của cậu, Stuart với một cây đàn ghita điện và Kevin với tước vị hiệp sĩ. Scarlet và Herb vẫn còn sống đã đánh cắp chiếc vương miện một lần nữa, nhưng một cậu bé Gru sử dụng tia đóng băng lên họ và bỏ trốn cùng chiếc vương miện trên một chiếc xe máy chạy bằng tên lửa. Các Minion chạy theo cậu ta, quyết định cậu ta là ông chủ mà họ đang tìm kiếm.

## Diễn viên
- Pierre Coffin vai Kevin, Stuart, Bob và các Minion còn lại. "'Lồng tiếng Việt: Quang Tuyên"'
- Sandra Bullock vai Scarlet Overkill. Lồng tiếng Việt: Lê Khánh
- Jon Hamm vai Herb Overkill, nhà phát minh và chồng của Scarlet. Lồng tiếng Việt: Minh Vũ
- Michael Keaton vai Walter Nelson. Lồng tiếng Việt: Chơn Nhơn
- Allison Janney vai Madge Nelson. Lồng tiếng Việt: Hoài Thương
- Steve Coogan vai Giáo sư Flux và Lính bảo vệ toà tháp. Lồng tiếng Việt: Tuấn Anh"'
- Geoffrey Rush vai người kể chuyện. Lồng tiếng Việt: Trí Luân
- Jennifer Saunders vai Nữ hoàng Elizabeth II, người cai trị Vương quốc Anh. Lồng tiếng Việt: Thùy Tiên
- Hiroyuki Sanada vai người đấu vật sumo
- Steve Carell vai Felonious Gru (hồi 3-4 tuổi). Lồng tiếng Việt: Hoàng Khuyết

## Sản xuất
Vào tháng 7 năm 2012, Universal Studios và Illumination Entertainment thông báo Minions từ Despicable Me sẽ được chuyển thể thành phim riêng của chúng và có kế hoạch công chiếu trong năm 2014. Vào ngày 21 tháng 8 năm 2012, phim được thông báo sẽ công chiếu vào ngày 19 tháng 12 năm 2014. Vào tháng 2 năm 2013, Sandra Bullock tham gia casting lồng tiếng cho Scarlet Overkill, cùng với Jon Hamm tham gia hai tháng sau đó trong vai chồng của cô Herb Overkill. Vào ngày 20 tháng 9 năm 2013, ngày công chiếu phim được dời từ ngày 19 tháng 12 năm 2014 sang ngày 10 tháng 7 năm 2015.

## Công chiếu
Phim được ra mắt trên thế giới vào ngày 11 tháng 6 năm 2015 tại Odeon Leicester Square ở London, Vương quốc Anh. Vào ngày 17 tháng 6 năm 2015, phim được ra rạp ở Indonesia và Australia. Ngày tiếp theo, 18 tháng 6, phát hành ở Malaysia và Singapore, và giới thiệu tại Annecy International Animated Film Festival ở Pháp. Ở Hoa Kỳ phim ra mắt vào ngày 27 tháng 6 năm 2015 tại Shrine Auditorium ở Los Angeles, và sẽ ra rạp vào ngày 10 tháng 7 năm 2015. Ở Việt Nam, phim công chiếu vào ngày 10 tháng 7 năm 2015.

## Nhạc phim
Nhạc phim chính thức của phim dự kiến sẽ phát hành vào ngày 10 tháng 7 năm 2015 bởi Back Lot Music. Nhạc phim cũng là chủ đề cho nhạc gốc của phim được thực hiện bởi Heitor Pereira.
Tất cả nhạc phẩm được soạn bởi Heitor Pereira, trừ phần ghi chú.
| STT              | Nhan đề                             | Sáng tác                         | Thể hiện                    | Thời lượng |
| ---------------- | ----------------------------------- | -------------------------------- | --------------------------- | ---------- |
| 1.               | "Universal Fanfare"                 | Jerry Goldsmith                  | The Minions (Pierre Coffin) | 0:32       |
| 2.               | "Happy Together"                    | Garry Bonner, Alan Gordon        | The Turtles                 | 2:54       |
| 3.               | "I'm a Man"                         | Steve Winwood, Jimmy Miller      | The Spencer Davis Group     | 3:05       |
| 4.               | "You Really Got Me"                 | Ray Davies                       | The Kinks                   | 2:14       |
| 5.               | "My Generation"                     | Pete Townshend                   | The Who                     | 3:16       |
| 6.               | "Mellow Yellow"                     | Donovan                          | Donovan                     | 3:41       |
| 7.               | "Revolution"                        | Lennon–McCartney                 | The Minions (Pierre Coffin) | 2:22       |
| 8.               | "Minions Through Time"              |                                  |                             | 4:34       |
| 9.               | "Kevin, Stuart and Bob"             |                                  |                             | 2:57       |
| 10.              | "Minions Run Amok"                  |                                  |                             | 1:29       |
| 11.              | "Tortellini"                        |                                  |                             | 0:21       |
| 12.              | "The VNC"                           |                                  |                             | 1:11       |
| 13.              | "Minions in the U.S.A."             |                                  |                             | 2:13       |
| 14.              | "Orlando"                           |                                  |                             | 0:46       |
| 15.              | "Scarlet Overkill"                  |                                  |                             | 1:07       |
| 16.              | "Ruby Fight"                        |                                  |                             | 2:58       |
| 17.              | "Make 'Em Laugh"                    | Nacio Herb Brown và Arthur Freed | The Minions (Pierre Coffin) | 0:44       |
| 18.              | "Scarlet's Fortress"                |                                  |                             | 3:31       |
| 19.              | "Traveling Tribe"                   |                                  |                             | 0:49       |
| 20.              | "Tower of London"                   |                                  |                             | 1:39       |
| 21.              | "Hair"                              | James Rado, Gerome Ragni         | The Minions (Pierre Coffin) | 0:54       |
| 22.              | "Fighting the Crown Keeper"         |                                  |                             | 1:43       |
| 23.              | "King Bob"                          |                                  |                             | 0:57       |
| 24.              | "(Theme From) The Monkees"          | Tommy Boyce and Bobby Hart       | The Minions (Pierre Coffin) | 0:29       |
| 25.              | "Dungeon Mayhem"                    |                                  |                             | 0:35       |
| 26.              | "Goodbye Fabrice"                   |                                  |                             | 2:28       |
| 27.              | "Minion Mission"                    |                                  |                             | 4:56       |
| 28.              | "Sneaking In"                       |                                  |                             | 2:34       |
| 29.              | "King Kong Kevin"                   |                                  |                             | 3:30       |
| 30.              | "Our Hero Is Back"                  |                                  |                             | 1:14       |
| 31.              | "Minions Victory"                   |                                  |                             | 2:49       |
| 32.              | "Greatest Renegade Unveiling (GRU)" |                                  |                             | 2:39       |
| Tổng thời lượng: | Tổng thời lượng:                    | Tổng thời lượng:                 | Tổng thời lượng:            | 67:11      |

## Phần tiếp theo
Phần tiếp theo của nó là Minions: Sự trỗi dậy của Gru, được công chiếu vào ngày 1 tháng 7 năm 2022.